# Polykarp Leyser III.

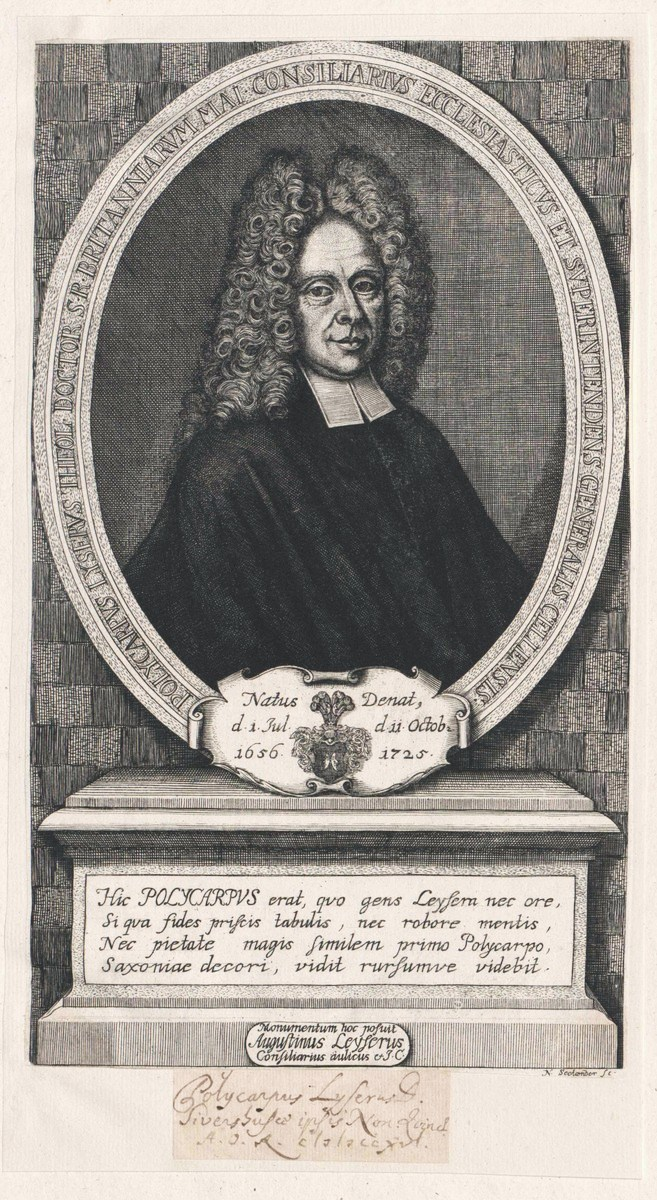
Polykarp Leyser III.

Polykarp Leyser III. (* 1. Juli 1656 in Halle; † 11. Oktober 1725 in Celle) war ein deutscher evangelischer Theologe, Superintendent, Oberhofprediger und Orientalist.

## Leben und Wirken
Leyser war der Sohn von Friedrich Wilhelm Leyser und Christine Margarethe Malsius (um 1630–vor 1720). Nach den Jahren des Studiums der Theologie und Philosophie in Halle, Braunschweig und an der Universität Jena besuchte er die Universität Hamburg, um sich bei Esdras Edzardus in orientalischen Sprachen unterrichten zu lassen. Im Jahre 1675 wechselte er zur Universität Leipzig, wo er ein Jahr später seinen Magister erwarb. Hier verfasste Leyser verschiedene Disputationen unter anderem mit Adam Rechenberg, wobei sein Bruder Friedrich Wilhelm Leyser, späterer Syndikus der Stadt Magdeburg, sein Respondent war.
Mit einer kurzen Unterbrechung in den Jahren 1679 bis 1682, in denen er zunächst bei Karl Heinrich von Einsiedeln Hofmeister wurde und zusammen mit ihm nach Rinteln zog, um der Pest in Leipzig zu entgehen, hielt Leyser Vorträge in Philosophie und Orientalistik und wurde zum Assessor der philosophischen Fakultät der Universität Leipzig ernannt.
Im Jahre 1685 berief man ihn als Pastor an die Heilig-Geist-Kirche in Magdeburg und ernannte ihn 1687 zum Superintendenten und Stiftsältesten von Wunstorf, wo er im Jahre 1690 seinen Doktor der Theologie erwarb. Schließlich erfolgte 1695 seine Ernennung zum Generalsuperintendenten des Fürstentums Calenberg. Dort wurde ihm im Jahre 1698 auch die Konsistorialstelle übertragen, bevor er 1708 noch das Amt des Generalsuperintendenten von Celle erhielt. Diese letzte Position bekleidete er bis zu seinem Tode im Jahre 1725.

## Familie
Polykarp Leyser war zunächst verheiratet mit Margaretha Magdalena Barckhausen (1666–1699), Tochter des Theologen Hermann Barckhausen (1629–1694) und der Magdalena Gesenius († 1677). Mit ihr hatte er mindestens zwei Kinder, unter anderem den späteren Theologen, Philosophen und Historiker Polykarp Leyser IV. (1690–1728). Einer späteren Ehe entstammen zwei weitere Kinder.

## Werke (Auswahl)
- Parerga oratoria
- Vale et salue Magdeburgensis
- Encaenia Ricklingensia
- Epistolam exegetico
- Epithalamium Salomoneum
- Officium pietatis, 1706, Schutzschrift für seinen Urgroßvater Polykarp Leyser der Ältere gegen Beschuldigungen seitens Gottfried Arnold
- Syllogim Epistolarum, Fortführung eines Werkes seines Urgroßvaters